# Miura Motoaki
Miura Motoaki (sinh ngày 28 tháng 5 năm 1996) là một cầu thủ bóng đá người Nhật Bản.

## Sự nghiệp câu lạc bộ
Miura Motoaki hiện đang chơi cho SC Sagamihara.